# Kraljevina Portugal
Kraljevina Portugal, poznata kao i Ujedinjeno Kraljevstvo Portugala, Brazila i Algarvesa te Kraljevina Portugala i Algarvesa, bila je portugalska monarhija i prekretnica moderne Republike Portugal. Postojala je u različitim razmjerima između 1139. i 1910. godine. Često se naziva Portugalsko Carstvo zbog svojih prekomorskih kolonija.
Prethodnica Kraljevine Portugal bila je Grofovija Portugal, koju je u 9. stoljeću kao dio rekonkviste osnovao Vímara Peres, vazal kralja Asturije. Okrug je 1097. postao dio Kraljevine León, a portugalski grofovi uspostavili su se kao vladari nezavisne kraljevine u 12. stoljeću, nakon Bitke kod São Mamedea. Kraljevinom je vladala dinastija Alfonsine do krize između 1383. i 1385., nakon čega je prijestolje pripalo dinastiji Aviz.
Tijekom 15. i 16. stoljeća, portugalsko istraživanje uspostavilo je ogromno kolonijalno carstvo. Od 1580. do 1640. Kraljevina Portugal bila je u personalnoj uniji – poznatoj kao Iberijskoj uniji – s Habsburškom Španjolskom.
Nakon Portugalskog restauracijskog rata (1640. – 1668.), prijestolje je pripalo dinastiji Braganza, a potom dinastiji Gotha. Od tada je utjecaj Portugala opao, ali je ostao velika europska i svjetska sila zahvaljujući svojoj najvrijednijoj koloniji – Brazilu. Nakon stjecanja nezavisnosti Brazilskog Carstva, Portugal je nastojao širiti se u Africi, ali je na kraju bio prisiljen zaustaviti svoje širenje zbog ultimatuma puno moćnijeg Britanskog Carstva iz 1890. godine, što je na kraju dovelo do kolapsa kraljevine u revoluciji 5. listopada 1910. i uspostave Portugalske Republike.
Kraljevina Portugal bila je apsolutna monarhija do 1822. godine, a izmjenjivala se između apsolutne i ustavne monarhije od 1822. do 1834. godine, kada je ostala ustavna monarhija sve do svog pada.

## Začetci
Kraljevina Portugal nalazi svoj začetak u Grofoviji Portugal (1096. – 1139.), koja je bila poluautonomna grofovija Kraljevine León. Nezavisnost od Leóna odvijala se u 3 faze:
1. 26. srpnja 1139., kada je Afonso Henriques interno proglašen portugalskim kraljem;[1]
2. 5. listopada 1143., kada je Alfons VII. priznao Afonsa Henriquesa za kralja putem Ugovora iz Zamore;
3. Papinska bula Manifestis Probatum (1179.), u kojoj je papa Aleksandar III. priznao nezavisnost Portugala.

Nakon što je Portugal postao nezavisan, potomci Afonsa I. vladali su Portugalom do 1383. godine. Čak i nakon promjene u dinastijama, svi monarsi Portugala potječu od Afonsa I.

## Pozadina
Osnutak Kraljevine Portugal leži u rekonkvisti, postupnom ponovnom osvajanju Pirenejskog poluotoka od Maura. Nakon što se uspostavio kao zasebno kraljevstvo 1139. godine, Portugal je dovršio ponovno osvajanje maurskog teritorija dolaskom do Algarvea 1249. godine, ali je njegova neovisnost i dalje bila ugrožena zbog susjedne Krune Kastilije sve do potpisivanja Ugovora iz Ayllóna (1411.).
Oslobođen prijetnji svom postojanju i neosporan ratovima koje su vodile druge europske države, portugalska pozornost usmjerila se prekomorskim zemljama prema vojnoj ekspediciji na muslimanske zemlje sjeverne Afrike. Bilo je nekoliko vjerojatnih motiva za njihov prvi napad na Marinidski Sultanat u današnjem Maroku. Ponudio je priliku za nastavak kršćanskog križarskog rata protiv islama, a to je obećavalo slavu na bojište i ratni plijen. To je također bila prilika za proširenje portugalske trgovine i rješavanje ekonomske krize.
Godine 1415. izvršen je napad na Ceutu, strateški smještenu sjevernoafričku muslimansku enklavu duž Sredozemnog mora te jednu od luka saharske trgovine zlatom i robljem. Osvajanje je bilo vojni uspjeh i označilo je jedan od prvih koraka u portugalskom širenju izvan Pirenejskog poluotoka, ali se pokazalo skupim za obranu od muslimanskih snaga koje su ga ubrzo opsjele. Portugalci ga nisu mogli koristiti kao bazu za daljnje širenje u zaleđe, a saharske karavane samo su promijenile svoje rute kako bi zaobišle Ceutu i koristile alternativne muslimanske luke.

## Carstvo
Portugalsko Carstvo nastalo je na početku doba velikih geografskih otkrića, a moć i utjecaj Kraljevine Portugal s vremenom su se proširili diljem svijeta. Nakon rekonkviste, portugalski pomorci počeli su istraživati obalu Afrike i atlantske otočja 1418. – 1419. godine, koristeći najnovija dostignuća u navigaciji, kartografiji i pomorskoj tehnologiji, kao što je karavela, s ciljem pronalaženja morskog puta do izvora unosne trgovine začinima. Godine 1488. Bartolomeu Dias zaobišao je Rt dobre nade, a 1498. Vasco da Gama stigao je do Indije. Godine 1500., bilo slučajnim spuštanjem na kopno ili tajnim dizajnom krune, Pedro Álvares Cabral stigao je do današnjeg Brazila, a još je upitno je li bilo slučajnim spuštanjem na kopno ili tajnom ekspedicijom krune.
Tijekom sljedećih desetljeća, portugalski pomorci nastavili su istraživati obale i otoke istočne Azije, uspostavljajući utvrde i tvornice. Do 1571. niz pomorskih predstraža povezivao je Lisabon s Nagasakijom duž obala Afrike, Bliskog istoka, Indije i južne Azije. Ta trgovačka mreža i kolonijalna trgovina imale su značajan pozitivan utjecaj na portugalski gospodarski rast (1500. – 1800.).
Kada je španjolski kralj Filip II. preuzeo portugalsku krunu 1580. godine, započela je šezdesetogodišnja personalna unija Španjolske i Portugala, koja je u kasnijoj historiografiji poznata kao Iberijska unija. Kako je španjolski kralj bio i kralj Portugala, portugalske su kolonije postale predmetom napada 3 suparničke europske sile neprijateljski raspoložene prema Španjolskoj – Republike Nizozemske, Engleske i Francuske. Sa svojim manjim stanovništvom, Portugal nije mogao učinkovito obraniti svoju prenapregnutu mrežu trgovačkih postaja, a Carstvo je počelo dugo i postupno propadati. Brazil je postao najvrednija kolonija, sve dok se nije odvojio 1822. godine.
Treće doba carstva obuhvaća završnu fazu portugalskog kolonijalizma nakon stjecanja nezavisnosti Brazila 1820-ih. Do tada su se kolonijalni posjedi sveli na utvrde i plantaže duž afričke obale, portugalski Timor te enklave u Indiji i Kini (portugalski Makao).

## Nasljeđe
Zajednica zemalja portugalskog jezika služi kao kulturni i međuvladin nasljednik Portugalskog Carstva.
Makao je Kini vraćen 20. prosinca 1999. prema uvjetima sporazuma oko kojeg su pregovarali Narodna Republika Kina i Portugal. Unatoč tome, portugalski jezik ostaje suslužbeni s kantonskim kineskim u Makau.
Iako je Portugal 1975. započeo proces dekolonizacije Istočnog Timora, on se od 1999. – 2002. ponekad smatrao posljednjom preostalom kolonijom Portugala, budući da Portugal nije opravdao indonezijsku invaziju Istočnog Timora.
Osam bivših kolonija Portugala imaju portugalski kao službeni jezik. S Portugalom, one su sada članice Zajednice zemalja portugalskog jezika, koje zajedno zauzimaju ukupno 10 742 000 km², tj. 7,2 % kopnene površine Zemlje. Šest je pridruženih promatrača Zajednice – Gruzija, Japan, Mauricijus, Namibija, Senegal i Turska. Štoviše, 12 zemalja ili regija kandidatkinja podnijelo je zahtjev za članstvo u ZZPJ-u i čekaju odobrenje.
Danas je portugalski jedan od glavnih svjetskih jezika, 6. s približno 240 000 000 govornika diljem svijeta. Također je 3. jezik po broju govornika u Americi, uglavnom zahvaljujući Brazilu, iako postoje i značajne zajednice u zemljama poput Kanade, SAD-a i Venezuele. Osim toga, postoje brojni kreolski jezici koji se temelje na portugalskom.
Kako su portugalski trgovci vjerojatno bili prvi koji su u Europu uveli slatku naranču, u nekoliko suvremenih indoeuropskih jezika to voće je nazvano po njima.
U svijetlu njegove međunarodne važnosti, Portugal i Brazil vode pokret za uključivanje portugalskog kao jednog od službenih jezika Ujedinjenih naroda.

## Pad
Početkom 20. stoljeća, republikanizam je u Lisabonu rastao u broju i podršci među naprednim političarima i utjecajnim tiskom. Bez obzira na manjinu u odnosu na ostatak države, a vrhunac republikanizma imao je političku korist od lisabonskog atentata 1. veljače 1908. godine. Dok su se vraćali iz vojvodske palače, kralj Karlo I. i princ Luís Filipe ubijeni su u atentatu. Smrću kralja i njegovog prijestolonasljednika, drugi sin Karla I., Manuel II., postao je kralj. Manuelova vladavina je bila kratka, a okončana je revolucijom 5. listopada 1910. godine. Manuel je završio u progonstvu u Britanskom Carstvu, a Kraljevina Portugal postaje današnja Portugalska Republika.
Dana 19. siječnja 1919. u Portu je proglašena Monarhija Sjevera, koja je svrgnuta mjesec dana kasnije i od tada se nije dogodila nijedna druga monarhistička kontrarevolucija u Portugalu.
Nakon republikanske revolucije u listopadu 1910. godine, preostale kolonije Kraljevine postale su prekomorske pokrajine Portugalske Republike do kraja 20. stoljeća.

## Državni simboli

### Zastave
- Zastava (do 1495.).
- Zastava (1495. – 1521.).
- Zastava (do 1616.).
- Zastava Ujedinjenog Kraljevstva Portugala, Brazila i Algarvesa.
- Zastava (1834. – 1910.).

### Grbovi
- Grb (1185. – 1248.).
- Grb (1385. – 1481.).
- Grb (1640. – 1910.).
- Grb kralja Portugala.